# Brian Laws
Brian Simon Laws (* 14. Oktober 1961 in Wallsend, England) ist ein ehemaliger englischer Fußballspieler und aktueller -trainer. Zuletzt trainierte er den Viertligisten Scunthorpe United.

## Karriere

### Spielerkarriere
Bereits im Alter von 17 Jahren unterschrieb Laws seinen ersten Profivertrag beim englischen Zweitligisten FC Burnley. Zu Beginn seiner Spielerlaufbahn musste er den Abstieg in die dritte englische Liga hinnehmen. In der Saison 1981/82 schaffte er mit seiner Mannschaft den Wiederaufstieg in die Football League Second Division. Nach einem erneuten Abstieg in der folgenden Spielzeit verließ Laws den Verein und schloss sich dem Zweitliga-Aufsteiger Huddersfield Town an. Nach zwei Jahren in der zweiten Liga, wechselte er zum FC Middlesbrough.

#### FC Middlesbrough
Sein neuer Verein musste jedoch bereits in seinem ersten Jahr in die dritte Liga absteigen. Bereits in der folgenden Saison gelang der direkte Wiederaufstieg durch einen zweiten Tabellenplatz hinter dem AFC Bournemouth. Gesteigert wurde dieser Erfolg durch den direkten Durchmarsch in die Football League First Division 1988/89. Middlesbrough erreichte diesen Aufstieg durch einen dritten Tabellenplatz hinter dem FC Millwall und Aston Villa und einem anschließenden Play-off-Spiel gegen den Erstligisten FC Chelsea. Der FC Middlesbrough hatte in dieser Zeit mit erheblichen finanziellen Schwierigkeiten zu kämpfen und stand zeitweise vor der Insolvenz. Da die Finanzsituation des Vereins, auch nach dem Aufstieg in die erste Liga nicht besser geworden war, wurde Brian Laws nach der Saison für 120.000 Pfund an den Erstligisten Nottingham Forest verkauft.

#### Nottingham Forest
Nottingham hatte Ende der 70er und Anfang der 80er große Erfolge in der Meisterschaft und dem Europapokal der Landesmeister gefeiert. Seitdem waren weitere Titel ausgeblieben. Laws erste Saison in der First Division 1988/89 wurde mit einem dritten Tabellenplatz abgeschlossen. Zudem erreichte das Team das Halbfinale des FA Cup gegen den FC Liverpool das in der Hillsborough-Katastrophe endete. Das später neu angesetzte Spiel verlor Nottingham Forest und verpasste damit den Sprung ins erste Finale seit 1959. Dafür gelang ihm mit seinem Verein der erste Titelgewinn seiner Karriere durch den Erfolg im Liga-Pokal gegen Luton Town. Durch die internationale Sperre gegen alle englischen Vereine nach der Heysel-Katastrophe konnte das Team nicht am UEFA-Pokal 1989/90 teilnehmen. Von der Aufhebung der Sperre in der folgenden Saison konnte der Verein nicht profitieren, da Forest die nächsten drei Jahre im Mittelfeld der Tabelle verbrachte. Immerhin erreichte die Mannschaft 1990 die Titelverteidigung im Liga-Pokal durch einen Erfolg über Oldham Athletic.
In der Saison 1990/91 schaffte Nottingham den Einzug ins FA Cup Finale 1991 durch ein 4:0-Sieg im Halbfinale über West Ham United. Das Finale verlor Forest jedoch mit 1:2 nach Verlängerung gegen die Tottenham Hotspur um Paul Gascoigne und Gary Lineker. Viele Teamkollegen von Laws, wie Des Walker, Steve Hodge und Teddy Sheringham, verließen in dieser Zeit den Verein. Trainerlegende Brian Clough hatte bei den Neuverpflichtungen nicht mehr das gleiche Gespür wie in früheren Jahren und so stieg Nottingham in der neu geschaffenen Premier League 1992/93 in die zweite Liga ab. Brian Clough beendete anschließend seine erfolgreiche Trainerlaufbahn. Nach dem Abstieg verließen auch noch Roy Keane und Nigel Clough den Verein, doch speziell die Verpflichtung des 22-jährigen Stan Collymore sorgte für den direkten Wiederaufstieg in der Spielzeit 1993/94. Der mittlerweile 33-jährige Brian Laws entschloss sich nach diesem Erfolg zu einem Wechsel als Spielertrainer zu Grimsby Town.

### Trainerkarriere
Laws startete seiner Trainerlaufbahn beim Zweitligisten Grimsby Town. In der ersten Spielzeit 1994/95 gelang mit dem zehnten Rang eine Platzierung im gesicherten Mittelfeld. Die darauffolgende Saison lief mit Platz 17 deutlich schlechter, jedoch reichte es zum Klassenerhalt. Laws war in diesen zwei Jahren auch regelmäßig als Spieler im Einsatz, ehe der schlechte Start in die Spielzeit 1996/97 das Aus bei Grimsby Town brachte.
Nach einer zwischenzeitlichen Periode als Spieler beim Viertligisten FC Darlington wechselte er 1997 zum Ligarivalen Scunthorpe United. Dort verbrachte er in der Saison 1997/98 sein letztes Jahr als Spielertrainer und beendete endgültig seine Spielerkarriere.

#### Scunthorpe United
In der Spielzeit 1998/99 erreichte Scunthorpe nach einem vierten Platz das Play-off-Finale im Wembley-Stadion und schaffte durch ein 1:0 über Leyton Orient den Aufstieg in die dritte Liga. Im folgenden Jahr konnte die Mannschaft die Klasse jedoch nicht halten und stieg als Tabellenvorletzter wieder ab. Zwei Jahre später verpasste Laws mit seinem Team als Tabellenachter nur aufgrund des schlechteren Torverhältnisses die Play-off-Runde und im Jahr darauf (2002/03) scheiterte Scunthorpe nach einem fünften Rang in den Play-off-Spielen.
Nach einer ganzen schlechten Saison 2003/04 und einem lange Zeit drohenden Abstieg gelang im Folgejahr der überraschende Aufstieg in die dritte Liga, als Tabellenzweiter hinter Yeovil Town. Dort traf Brian Laws 2005/06 auf seinen mittlerweile in die dritte Liga abgestürzten Ex-Verein Nottingham Forest. Ein zwölfter Tabellenplatz sicherte den Klassenerhalt. Ein Kuriosum in seiner Zeit in Scunthorpe erfolgte im März 2004 als Laws vom Verein entlassen wurde, jedoch nach nur drei Wochen wieder in sein Amt eingesetzt wurde.

#### Sheffield Wednesday
Nach beinahe zehn Jahren in Diensten von Scunthorpe United übernahm Brian Laws im November 2006 den Trainerposten beim Zweitligisten Sheffield Wednesday und ersetzte den entlassenen Paul Sturrock. Am Ende der Saison stand ein ordentlicher neunter Tabellenplatz in der Football League Championship. Das Folgejahr brachte nach einem sehr schlechten Start und sechs Niederlagen in Serie, mit einem Tabellenplatz 16 eine weniger zufriedenstellende Spielzeit. Erst am letzten Spieltag war Sheffield durch einen Sieg der Klassenerhalt gelungen. In der Saison 2008/09 gab es einen zwölften Platz und in der Spielserie 2009/10 geriet der Verein erneut in Abstiegsgefahr und trennte sich diesmal Mitte Dezember 2009 vom Trainer.

#### FC Burnley
Bereits im Januar 2010 unterzeichnete Brian Laws einen Vertrag beim Erstligisten FC Burnley, bei dem er vor über 30 Jahren seine Spielerkarriere begonnen hatte. Laws ersetzte Owen Coyle der zum Ligarivalen Bolton Wanderers gewechselt war. Im Mittelfeld der Tabelle übernommen, brachten fünfzehn Niederlagen in den folgenden achtzehn Spielen den Verein in arge Abstiegsgefahr, die zwei Spiele später besiegelt wurde.
Trotz der negativen Statistik bei seinem neuen Verein, übte Brian Laws auch in der kommenden Zweitliga-Saison das Traineramt in Burnley aus, ehe er am 29. Dezember 2010 entlassen wurde.

### Shamrock Rovers
Im September 2012 wurde Laws bis Saisonende als „Director of Football“ beim irischen Erstligisten Shamrock Rovers vorgestellt, in dieser Funktion war er zugleich als Cheftrainer verantwortlich. Laws verlor mit dem Team das Finale um den League of Ireland Cup und beendete die Saison auf dem vierten Tabellrang, womit eine internationale Teilnahme verpasst wurde. Nach sieben Partien verließ er den Klub zum Saisonende Ende Oktober 2012 bereits wieder.

### Scunthorpe United
Am 29. Oktober 2012 kehrte Laws als Trainer zu Scunthorpe United zurück und ersetzte dort den entlassenen Alan Knill. Mit seiner neuen Mannschaft stieg er am Saisonende aus der Football League One 2012/13 in die vierte Liga ab. Nach einem Fehlstart in die Football League Two wurde Brian Laws am 20. November 2013 entlassen.

## Erfolge
- Englischer Ligapokalsieger: 1989, 1990